# Türkiye Kupası 1999/2000
Die Türkiye Kupası 1999/2000 war die 38. Auflage des türkischen Pokalwettbewerbes. Der Wettbewerb begann am 27. Oktober 1999 mit der 1. Runde und endete am 3. Mai 2000 mit dem Finale. Im Endspiel trafen Galatasaray Istanbul und Antalyaspor aufeinander. Galatasaray nahm zum 18. Mal am Finale teil und Antalyaspor zum ersten Mal.
Galatasaray Istanbul besiegte Antalyaspor mit 5:3 nach Verlängerung und gewann diesen Wettbewerb zum 13. Mal. Austragungsort war das Atatürk-Stadion in Diyarbakır.

## Teilnehmende Mannschaften
Für den türkischen Pokal waren folgende 64 Mannschaften teilnahmeberechtigt:
| 1. Lig die 18 Vereine der Saison 1998/1999 | 2. Liga die 30 Vereine der Saison 1998/1999 | 3. Liga die 16 Vereine aus der Aufstiegsrunde der Saison 1998/1999 |
| Adanaspor Altay İzmir Antalyaspor Beşiktaş Istanbul Bursaspor Dardanelspor Erzurumspor Fenerbahçe Istanbul Galatasaray Istanbul Gaziantepspor Gençlerbirliği Ankara İstanbulspor Kardemir Karabükspor Kocaelispor MKE Ankaragücü Sakaryaspor Samsunspor Trabzonspor | Adıyamanspor Amasyaspor Ankaraspor Artvin Hopaspor Aydınspor Bakırköyspor Batman Petrolspor Boluspor Bucaspor Çaykur Rizespor Denizlispor Diyarbakırspor Elazığspor Gaziantep BB Göztepe Izmir Istanbul BB Izmirspor Karşıyaka SK Kartalspor Kayserispor Kuşadasıspor Marmaris Belediye Gençlikspor Mersin İdman Yurdu Pendikspor Şanlıurfaspor Sarıyer GK Şekerspor Vanspor Yimpaş Yozgatspor Zeytinburnuspor | Aliağa Petkimspor Bayazıtspor Beylerbeyi SK Bilecikspor Ceyhanspor Eyüpspor Gaziosmanpaşaspor Gebzespor Hacettepespor Hakkarispor MKE Kırıkkalespor Malatya Belediyespor Mobellaspor Nazilli Belediyespor Siirtspor Sivasspor |

## 1. Hauptrunde
Die 1. Hauptrunde fand am 27. Oktober 1999 statt. In dieser Runde traten 36 Vereine an: 20 Zweitligisten aus der regulären Saison 1998/1999 und 16 Drittligisten (die zweiten besten aus je acht Gruppen)
|                               | Ergebnis  |                    |
| ----------------------------- | --------- | ------------------ |
| Artvin Hopaspor               | 3:2 (3:1) | Amasyaspor         |
| Hakkarispor                   | 1:2 (0:1) | Yeni Malatyaspor   |
| Bayazıtspor                   | 1:2 (1:1) | Şanlıurfaspor      |
| Diyarbakırspor                | 2:0 (1:0) | Batman Petrolspor  |
| Siirtspor                     | 2:0 (1:0) | Adıyamanspor       |
| Aliağa Petkimspor             | 2:0 (0:0) | İzmirspor          |
| Beylerbeyi SK                 | 1:3 (0:1) | Zeytinburnuspor    |
| Bucaspor                      | 1:0 (0:0) | Bilecikspor        |
| Ceyhanspor                    | 0:1 (0:1) | Mersin İdman Yurdu |
| Eyüpspor                      | 2:5 (1:1) | Bakırköyspor       |
| Gaziosmanpaşa                 | 2:4 (2:1) | Pendikspor         |
| Hacettepe                     | 1:2 (0:1) | Ankaraspor         |
| Kartalspor                    | 1:0 (0:0) | Gebzespor          |
| Marmaris Belediye Gençlikspor | 4:2 (3:0) | Karşıyaka          |
| MKE Kırıkkalespor             | 1:0 (1:0) | Boluspor           |
| Mobellaspor                   | 1:0 (0:0) | Gaziantep BB       |
| Nazilli Belediyespor          | 3:1 (2:0) | Kuşadasıspor       |
| Yimpaş Yozgatspor             | 3:1 (3:1) | Sivasspor          |

## 2. Hauptrunde
Die 2. Hauptrunde wurde am 10. November 1999 ausgetragen. Zu den 18 Siegern aus der 1. Hauptrunde nahmen hier die Play-off-Teilnehmer aus der 2. Liga der Saison 1998/1999 teil.
|                      | Ergebnis              |                               |
| -------------------- | --------------------- | ----------------------------- |
| Siirtspor            | 5:2 (2:0)             | Şanlıurfaspor                 |
| Vanspor              | 4:2 (0:1)             | Diyarbakırspor                |
| Yeni Malatyaspor     | 1:1 n. V. (1:3 i. E.) | Elazığspor                    |
| Aliağa Petkimspor    | 0:4 (0:1)             | Denizlispor                   |
| Ankaraspor           | 3:2 (2:1)             | Mersin İdman Yurdu            |
| Bakırköyspor         | 1:1 n. V. (3:1 i. E.) | Zeytinburnuspor               |
| Çaykur Rizespor      | 5:0 (2:0)             | Artvin Hopaspor               |
| Göztepe Izmir        | 3:2 (1:2)             | Marmaris Belediye Gençlikspor |
| Kartalspor           | 1:0 (1:0)             | Istanbul BB                   |
| Kayserispor          | 1:0 (1:0)             | MKE Kırıkkalespor             |
| Mobellaspor          | 3:0 (1:0)             | Bucaspor                      |
| Nazilli Belediyespor | 5:2 (2:1)             | Aydınspor                     |
| Sarıyer GK           | 1:2 (1:1)             | Pendikspor                    |
| Yimpaş Yozgatspor    | 3:1 (1:0)             | Şekerspor                     |

## 3. Hauptrunde
Die 3. Hauptrunde wurde vom 14. bis 15. Dezember 1999 ausgetragen. Zu den 14 Siegern aus der 1. Hauptrunde nahmen hier die Erstligisten aus der Saison 1999/2000 teil.
|                      | Ergebnis              |                       |
| -------------------- | --------------------- | --------------------- |
| Pendikspor           | 2:1 (2:2)             | Fenerbahçe Istanbul   |
| Adanaspor            | 1:2 (0:1)             | Samsunspor            |
| Elazığspor           | 0:5 (0:3)             | Gaziantepspor         |
| Erzurumspor          | 4:1 (3:0)             | Denizlispor           |
| Siirtspor            | 1:1 n. V. (1:4 i. E.) | Altay Izmir           |
| Vanspor              | 1:0 (0:0)             | Kartalspor            |
| Karabükspor          | 0:4 (0:1)             | Kocaelispor           |
| Kayserispor          | 1:2 (1:0)             | Bursaspor             |
| Trabzonspor          | 3:1 (0:0)             | Göztepe Izmir         |
| Antalyaspor          | 2:0 (0:0)             | Yimpaş Yozgatspor     |
| Çaykur Rizespor      | 2:2 n. V. (3:4 i. E.) | MKE Ankaragücü        |
| İstanbulspor         | 2:0 (0:0)             | Mobellaspor           |
| Nazilli Belediyespor | 1:1 n. V. (4:1 i. E.) | Gençlerbirliği Ankara |
| Bakırköyspor         | 3:0 (0:0)             | Sakaryaspor           |
| Dardanelspor         | 1:0 (0:0)             | Beşiktaş Istanbul     |
| Galatasaray Istanbul | 5:1 (4:0)             | Ankaraspor            |

## Achtelfinale
Das Achtelfinale wurde vom 18. bis 19. Januar 2000 ausgetragen.
|                      | Ergebnis              |                |
| -------------------- | --------------------- | -------------- |
| Bursaspor            | 3:0 (1:0)             | Vanspor        |
| Dardanelspor         | 2:0 (2:0)             | Pendikspor     |
| Bakırköyspor         | 0:2 (0:2)             | Antalyaspor    |
| İstanbulspor         | 1:2 (1:2)             | MKE Ankaragücü |
| Nazilli Belediyespor | 0:0 n. V. (5:4 i. E.) | Erzurumspor    |
| Gaziantepspor        | 4:3 n. V. (3:3, 0:0)  | Altay Izmir    |
| Kocaelispor          | 0:2 (0:1)             | Trabzonspor    |
| Galatasaray Istanbul | 2:1 (0:1)             | Samsunspor     |

## Viertelfinale
Das Viertelfinale wurde am 2. Februar 2000 ausgetragen.
|                | Ergebnis  |                      |
| -------------- | --------- | -------------------- |
| MKE Ankaragücü | 7:0 (2:0) | Nazilli Belediyespor |
| Antalyaspor    | 3:1 (1:1) | Dardanelspor         |
| Bursaspor      | 1:0 (0:0) | Gaziantepspor        |
| Trabzonspor    | 1:2 (1:0) | Galatasaray Istanbul |

## Halbfinale
Das Halbfinale wurde am 16. Februar 2000 ausgetragen.
|                | Ergebnis  |                      |
| -------------- | --------- | -------------------- |
| Antalyaspor    | 2:0 (0:0) | Bursaspor            |
| MKE Ankaragücü | 0:2 (0:1) | Galatasaray Istanbul |

## Finale
| Paarung              | Antalyaspor – Galatasaray Istanbul |
| Ergebnis             | 3:5 n. V. (2:2, 1:1) |
| Datum                | 3. Mai 2000 um 14:00 Uhr |
| Stadion              | Atatürk-Stadion, Diyarbakır |
| Schiedsrichter       | Metin Tokat (Batman) |
| Tore                 | 0:1 Ümit Davala (13.) 1:1 Mustafa Gürsel (40.) 2:1 Zafer Demiray (70.) 2:2 Márcio Mixirica (72.) 3:2 Kamil Çakır (94.) 3:3 Hakan Ünsal (99.) 3:4 Mehmet Yozgatlı (112.) 3:5 Hakan Şükür (115.)                                                                      |
| Antalyaspor          | Adnan Karahan – Burhan Saatcioğlu, Şenol Yavaş (97. Ahmet Sönmez), Nuri Kamburoğlu, Dursun Karaman (65. Maurizio Gaudino) – Kamil Çakır, Goscho Gintschew, Vedin Musić, Mustafa Gürsel – Zafer Demiray, Fazlı Ulusal (63. Mame Adama Gueye) Cheftrainer: Metin Ünal |
| Galatasaray Istanbul | Kerem İnan – Hakan Ünsal, Gheorghe Popescu (95. Mehmet Yozgatlı), Capone, Ümit Davala – Ahmet Yıldırım, Okan Buruk, Gheorghe Hagi (80. Hasan Şaş), Ergün Penbe – Arif Erdem (46. Márcio Mixirica), Hakan Şükür Cheftrainer: Fatih Terim                             |
| Gelbe Karten         | Kamil Çakır, Mustafa Gürsel – Gheorghe Hagi, Márcio Mixirica |

## Beste Torschützen
| Rang | Spieler            | Verein               | Tore |
| ---- | ------------------ | -------------------- | ---- |
| 1    | Doğan Baykuş       | Yimpaş Yozgatspor    | 3    |
| 1    | Tevfik Cihan Bulut | Şanlıurfaspor        | 3    |
| 1    | Oktay Derelioğlu   | Gaziantepspor        | 3    |
| 1    | Robert Eshun       | Gaziantepspor        | 3    |
| 1    | Hami Mandıralı     | Trabzonspor          | 3    |
| 1    | Márcio Mixirica    | Galatasaray Istanbul | 3    |
| 1    | Okan Öztürk        | Siirtspor            | 3    |
| 1    | Temel Uğur Yiğit   | Pendikspor           | 3    |
| 1    | Kurthan Yılmaz     | Göztepe Izmir        | 3    |